# Lundehund
Predefinição:''Cães - por Dr. Bruce Fogle - Guia Ilustrado Zahar, Jorge Zahar Editor''
O Lundehund é uma raça canina. Seu nome significa "cão de papagaio-do-mar", pois era usado na Noruega para a caça do papagaio-do-mar (fradinho) em seus ninhos.

## Adaptações especiais
As adaptações físicas incluem patas com coxins muito grandes, ergots duplos e dedos extras, que lhe davam firmeza durante a caça. As orelhas eretas têm uma dobra macia ao longo da cartilagem, permitindo que sejam dobradas para proteção.

## Ameaças à raça
Quando os papagaios-do-mar se tornaram uma espécie protegida, o lundehund, que só foi reconhecido em 1943, quase se extinguiu e ainda hoje é raro.

## Problema hereditários da raça
São muito poucos, mas podem sofrer de problemas digestivos.

## Padrão oficial
Peso: 5,5Kg à 6,5Kg
Altura: 31cm à 39cm
Cores aceitas: Cinza, preto, marrom e branco, preto e branco
Fonte: Cães - por Dr. Bruce Fogle - Guia Ilustrado Zahar, Jorge Zahar Editor